# CDS (イギリス海軍)
総合表示装置（英語: Comprehensive Display System）は、イギリス海軍の戦術情報処理装置。

## 概要
第二次世界大戦後、レーダーに関する最大の問題は、あまりに多くの目標を探知できてしまうということであった。1948年にイギリス海軍が行ったシミュレーションでは、戦闘指揮所（CIC）に熟練のオペレーターを配して統合的に情報を処理した場合でも、同時に処理できる目標はせいぜい12機程度が限界で、20機の目標に対しては完全に破綻してしまうという結果に終わっていた。この問題に対し、海軍は情報処理の自動化を志向して、1951年にエリオット・ブラザーズに対してアナログコンピュータを用いた戦術情報処理装置の開発を発注した。これによって開発されたのが本機である。
CDSの中核部は、目標の座標に対応した電圧を記憶するアナログ式の追尾チャネルのセットであった。レーダーのPPI画面上で、目標を表す輝点上にカーソルを重ねると、目標の座標電圧が設定される。このカーソルは、サーボ機構に接続されており、また各追尾チャネルは固有のポテンショメータのセットを有していた。それぞれの目標については、二次元的な座標だけでなく、高度（高高度・中高度・低高度の3パターン）や敵味方識別結果も記録されており、同時に96個の目標を処理することができた。
1957年、空母「ヴィクトリアス」にCDSのシステム一式が搭載された。同艦での運用試験の結果、目標情報の移管などにおいてかなりの手動操作は残るものの、完全手動式と比べて、目標情報の表示・管理において相当の改善が得られると評価されたことから、「ハーミーズ」およびカウンティ級駆逐艦前期建造艦4隻にも同システムが搭載された。またCDSの搭載にあわせて、デジタル式の戦術データ・リンクであるDPT（Digital Plot Transmitter）も搭載された。
アメリカ海軍もCDSに興味を示しており、1セットを調査研究所（NRL）に設置して試験を行い、その機能には一定の評価を与えたものの、艦載運用には規模が過大であると評価して、それ自体は導入しなかった。ただしこれを参考にしたEDS（Electronic Data System）を開発し、デジタルコンピュータを用いた海軍戦術情報システム（NTDS）の導入までの暫定策として一部の艦に搭載・運用した。またイギリス海軍も、信頼性や精度などの面で優れたデジタルコンピュータの導入を志向しており、1950年代中盤よりADA（Action Data Automation）の開発に着手、1964年に空母「イーグル」に搭載して装備化した。